# Oscilador Colpitts

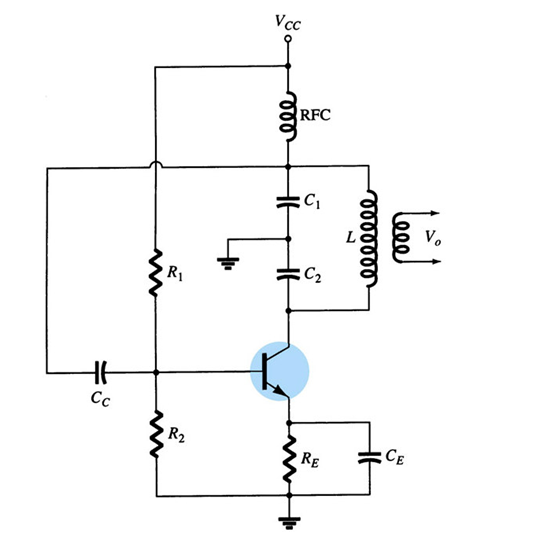
Oscilador Colpitts utilizando um transistor bipolar

O oscilador Colpitts é um circuito baseado no oscilador LC projetado por Edwin H. Colpitts. Trata-se de um oscilador de alta frequência que deve obter em sua saída um sinal de frequência determinada por uma bobina ou por um cristal de quartzo, sem que exista uma entrada.
A bobina empregada neste oscilador não tem derivação. A frequência de operação do circuito vai ser determinada pela indutância da bobina ou frequência do cristal e pelos valores dos capacitores. Um oscilador como este pode gerar sinais que vão desde a faixa de áudio até algumas dezenas de megahertz. O rendimento do circuito é bom, porém menor que o Hartley.
Podemos encontrar diversas variações do oscilador Colpitts. Uma maneira de reconhecer esse circuito é através do divisor de tensão capacitivo formado por C1 e C2. Esse divisor de tensão capacitivo produz a tensão de realimentação necessária para as oscilações. Em outros tipos de osciladores, a tensão de realimentação é produzida por transformadores, divisores de tensão indutivos,etc.
Características
- Faixa de frequências: alguns hertz a 50 MHz

- Tensão de alimentação: 3 a 40 V com transistores

- Sinal gerado: senoidal

- Potência de saída: de mW a alguns watts

## Tipos

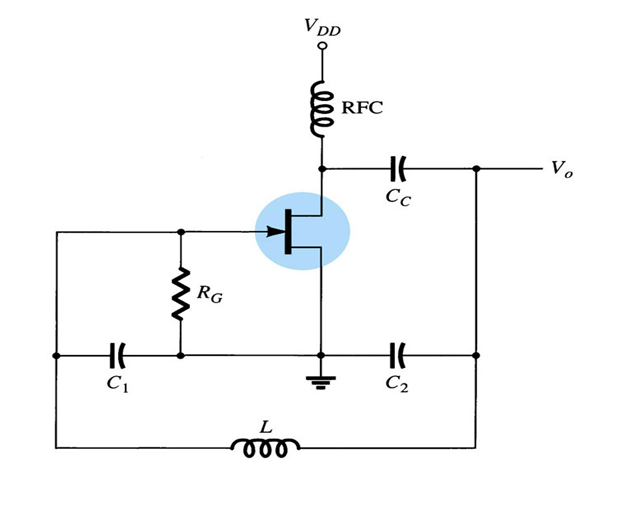
Oscilador Colpitts utilizando FET

As variações deste circuito podem ser obtidas com a alteração da configuração do elemento ativo (transistor ou circuito integrado).

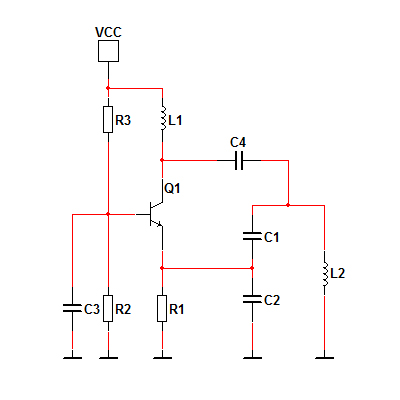
Oscilador Colpitts em base comum

Oscilador Colpitts com transistor bipolar (TBJ)
Neste exemplo, o transistor está na configuração de emissor comum, mas podemos modificar a configuração conforme a faixa de frequências geradas.
Por exemplo, na configuração de base comum temos uma redução dos efeitos das capacitâncias de base do transistor o que permite alcançar frequências bem mais elevadas do que nas outras configurações.
A frequência de ressonância é calculada através da seguinte fórmula:
{\displaystyle f={1 \over 2\pi {\sqrt {L\cdot C}}}}
Sendo:
- {\displaystyle f} em hertz
- {\displaystyle \pi } é o número 3,14
- {\displaystyle L} em henrys
- {\displaystyle C} em farads

Lembrando que 
{\displaystyle C={C_{1}.C_{2} \over {C_{1}+C_{2}}}}
C é a série entre C1 e C2.
Oscilador Colpitts com FET
A diferença deste oscilador em relação ao anterior é a alta impedância do gate (comporta) que não sobrecarrega a bobina. Além disso, o FET amplifica frequências altas com ganho superior ao dos transistores bipolares. Sua frequência de ressonância pode ser calculada da mesma maneira do Colpitts usando transistor bipolar.